# Daniel T. McCarty
Daniel Thomas McCarty (Fort Pierce, 18 gennaio 1912 – Tallahassee, 28 settembre 1953) è stato un politico statunitense. Fu il 31º governatore della Florida dal 6 gennaio 1953 fino al 28 settembre dello stesso anno, giorno in cui morì a seguito di una grave polmonite e di una condizione sempre più debilitante causata da un infarto occorsogli nel mese di febbraio.  Durante la seconda guerra mondiale aveva prestato servizio nell'esercito degli Stati Uniti ed era stato promosso al grado di colonnello. Fu decorato con la Medaglia di bronzo, il Purple Heart, la Legion of Merit e la Croix de Guerre francese.